# Exegol
Astre fictif apparaissant dans
Star Wars.
Exegol est une planète de l’univers de fiction Star Wars. Située dans les Régions inconnues, elle abrite le culte de l'éternel Sith.

## Géographie

### Topographie
Exegol est une vergence de la Force, ce qui signifie que la Force y est plus puissante que dans le reste de la Galaxie. Cette planète en particulier se caractérise par une frontière entre vie et mort très mince du fait de la puissante Force qui y règne. Ainsi, il y est plus facile de ressusciter ou d'interagir avec le monde physique sous forme de spectre de Force.
Visuellement, Exegol est obscure et ravagée par l'action des Sith, qui après l'avoir découverte l'ont profondément altérée, par leurs infrastructures mais aussi par la Force du Côté obscur.

### Habitations et technologie
Exegol abrite de nombreuses reliques Sith, et notamment des statues qui représentent d'anciens Sith, comme Dark Nihilus et Naga Sadow.

## Histoire

### Avant la bataille d'Endor
Le Sith Dark Sanguis, cherchant à devenir immortel, arrive à Exegol, où il trouve déjà des infrastructures construites par d'anciens aliens. Il y construit un laboratoire et parvient à son but. Cependant, cela a un coût : son expérience le transforme en une laide créature. Bien plus tard, Dark Noctyss, elle aussi au cours de sa quête d'immortalité, se rend à Exegol, et fait l'erreur de reproduire le même rituel, prenant la place de Dark Sanguis et l'apparence qui va avec,.
Pendant la domination de l'Empire galactique, Dark Vador obtient un orienteur Sith, artefact qui permet de se rendre à Exegol, dont la localisation est cachée. Une fois arrivé à destination, il affronte puis dompte Summa-verminoth, une immense créature à bord de laquelle il atteint la planète,.
Lors de la bataille d'Endor, Palpatine est vaincu et présumé mort. Il transfère alors son esprit à Exegol, où il reste caché, soutenu par un groupe de fanatiques du Côté obscur, l'éternel Sith. Il y développe du clonage et une flotte.

### Retour de Palpatine
En 21 ap. BY, Palpatine envoie d'Exegol l'assassin Ochi de Bestoon pour traquer la fille de Miramir et de Dathan, un clone de Palpatine. Cette fille s'appelle Rey, et Ochi échoue à l'amener à Exegol, puisqu'elle est cachée par ses parents à Jakku,.
En méditant alors qu'il se trouve dans l'ancien temple Jedi de Tython, l'esprit de Luke Skywalker est transporté à Exegol. Il doit y affronter neuf esprits du Côté obscur. Alors qu'il semble sur le point d'être vaincu, il reçoit l'aide inespérée du spectre de Force de son père, Anakin Skywalker.
Palpatine se fournit une flotte de redoutables croiseurs interstellaires. Ils sont construits par les adeptes Sith de la planète, mais il est aussi probable que des vaisseaux ayant échappé à la bataille de Jakku en 5 ap. BY aient rejoint cette flotte secrète.
Alors que Palpatine se trouve à Exegol, il se crée un clone, Snoke, qu'il utilise pour diriger à distance le Premier Ordre né des cendres de l'Empire galactique. Palpatine cache en effet sa survie à la suite des événements de la bataille d'Endor, qui font croire à la Galaxie qu'il est mort et que les Sith n'existent plus. Palpatine, par l'intermédiaire de Snoke, manipule Ben Solo pour qu'il devienne Kylo Ren, puis l'amène à venir à Exegol.

### Bataille d'Exegol
Palpatine s'avère être l'original du clone qui est le père de Rey, et donc plus ou moins le grand-père de Rey. Il attire justement cette dernière à Exegol. Il veut qu'elle le tue, pour qu'il puisse transférer son esprit en elle. Rey refuse et Palpatine s'attaque à elle. Ce duel se fonde sur des enjeux encore plus importants, puisqu'il oppose les esprits de tous les Jedi à ceux de tous les Sith, et met donc en jeu l'équilibre de la Force.
Quittant Kef Bir, Rey est arrivée à Ahch-To à bord du chasseur TIE de Ben, avant de repartir pour Exegol avec le X-Wing de Luke Skywalker et l'aide de l'orienteur Sith, seul moyen de suivre le bon chemin pour atteindre le monde Sith. Ben aussi vient donc à Exegol, afin de soutenir Rey, après s'être repenti.
La bataille d'Exegol se conclut avec la destruction de la flotte Sith, ainsi qu'avec une explosion  éliminant les adeptes Sith qui servent les objectifs de Palpatine, apparemment définitivement mort, après avoir été vaincu par les Jedi. Cette épreuve doit coûter la vie à Rey, mais, retourné dans le Côté lumineux, Ben se sacrifie pour qu'elle survive à la bataille. C'est une victoire pour la Résistance.

## Concept et création
Au sujet de l'univers étendu de Star Wars, les décors montrés d'Exegol comportent de nombreuses références aux Sith de l'univers « Légendes ». Cette planète ainsi est l'occasion d'inclure plusieurs éléments des anciens produits dérivés de la saga à l'univers officiel développé depuis le rachat de Lucasfilm par Disney.
Dans les premières versions du scénario de L'Ascension de Skywalker, la planète est connue sous le nom d'Ixigol. Bien que le nom d'Exegol soit finalement conservé pour le film, il est révélé que dans l'univers étendu, Ixigol était l'ancien nom de la planète, en référence à la réalité.
Exegol est la seule planète majeure de la saga à être absente de la carte de la Galaxie publiée par Disney dans l'ouvrage Star Wars Galaxy’s Edge: Traveler’s Guide to Batuu  en 2020,,.